# Ignacy Dąbrowski (pisarz)

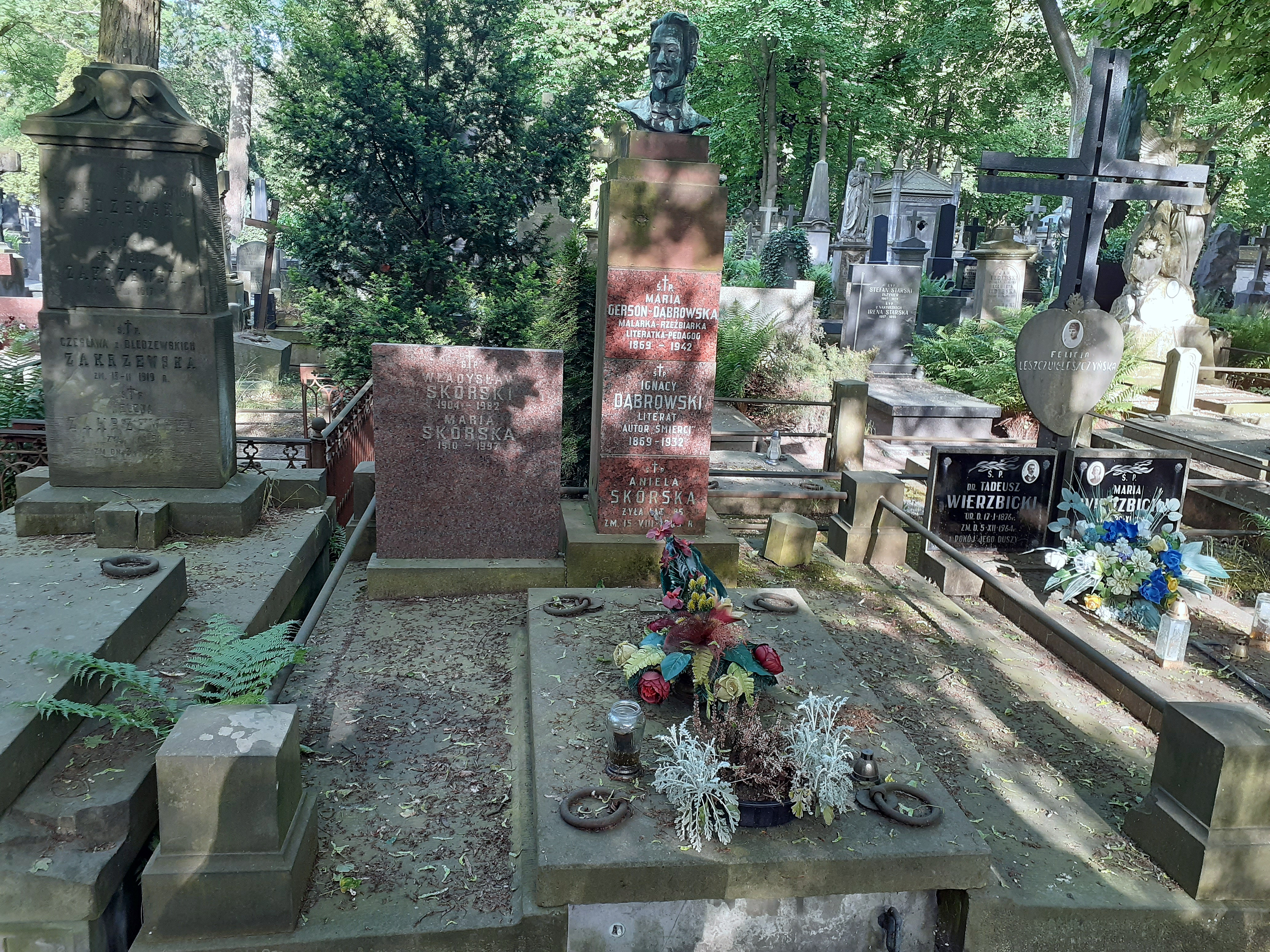
Grobowiec Ignacego Dąbrowskiego i Marii Gerson-Dąbrowskiej

Ignacy Dąbrowski (ur. 21 kwietnia 1869 w Warszawie, zm. 4 lutego 1932 tamże) – polski powieściopisarz i nowelista, nauczyciel. Mąż Marii Gerson-Dąbrowskiej.

## Życiorys
Urodził się w 1869 jako syn Ignacego (urzędnik magistratu) i Anieli z domu Nowickiej. Miał siostry. Uczył się w II Gimnazjum w Warszawie, w 1887 przerwał naukę po szóstej klasie z powodu gruźlicy (miał krwotok z płuc). Po powrocie do zdrowia celem utrzymania się pracował jako nauczyciel prywatny w domach ziemiańskich, w tym w Rudzie Malenickiej. Leczył się w Krynicy, tam zaczął pisać debiutancką powieść Śmierć, stanowiącą – jako określono w „Kurierze Warszawskim” – pamiętnik suchotnika, ukończył ją w Poczekajce. Powieść ukazała się drukiem w 1892 w Bibliotece Warszawskiej i została entuzjastycznie przyjęta przez krytykę przynosząc autorowi rozgłos. Została przetłumaczona na język niemiecki (dwukrotnie), rosyjski (również dwukrotnie) i czeski. W 1893 w „Kurierze Warszawskim” było drukowane jego drugie dzieło pod tytułem Felka. Dwa lata później ukazała się Sonaty cierpienia. Będąc wówczas już uznanym literatem otrzymał od „Tygodnika Ilustrowanego” zamówienie na dwutomowe dzieło pt. Mistrz, lecz po napisaniu około połowy doznał niemocy twórczej, w związku z czym zniszczył dotychczasowy rękopis i zerwał umowę z wydawcą. W późniejszym czasie wydawał tylko epizodycznie nowele, jednocześnie usuwając się w cień środowiska, z którego wcześniej czerpał sławę i rozgłos.
W latach 1894–1897 mieszkał w Łodzi, potem przez pół roku mieszkał w Paryżu. Zwiedził Szwajcarię i Włochy, do których miał wracać jeszcze kilkakrotnie. Osiadł w roku 1898 w Warszawie, gdzie mieszkał do końca swego życia. W 1903 ożenił się z Marią Gerson (1869-1942). Rezygnując z aktywnej pracy pisarskiej zaangażował się w pracę pedagogiczną. Od 1898 uczył geografii i historii w warszawskich szkołach średnich męskich i żeńskich, a w latach 1905-1907 także w szkołach Polskiej Macierzy Szkolnej. W 1907 jako Polak został pozbawiony prawa nauczania ww. przedmiotów szkolnych. Do pracy nauczyciela powrócił podczas I wojny światowej. W latach 1915–1919 był członkiem zarządu Towarzystwa Literatów i Dziennikarzy Polskich, a w 1919 pełnił funkcję prezesa tego towarzystwa. Jako nauczyciel kontynuował pracę w zawodzie po odzyskaniu przez Polskę niepodległości. Od 1920 był etatowym nauczycielem w Gimnazjum Państwowym im. Władysława IV na Pradze, aż do przejścia na emeryturę. Do końca życia sporadycznie publikował swoje prace. Ostatnim planowanym dziełem była trylogia pt. Matka, której pierwsza część ukazała się na łamach „Kuriera Warszawskiego”.
Zmarł 4 lutego 1932 w Warszawie w wieku 62 lat po dłuższej chorobie. Został pochowany na cmentarzu Powązkowskim w Warszawie po nabożeństwie żałobnym w kościele Świętego Krzyża 10 lutego 1932 (kwatera 39, rząd 4, miejsce 17/18). Rzeźbę portretową Ignacego Dąbrowskiego na pomniku nagrobnym wykonała jego żona, rzeźbiarka Maria Gerson.

## Dzieła
- Śmierć: studyum (1892)
  - Warszawa: T. Paprocki, 1893
  - Śmierć: studyum. Warszawa: Nakładem Jana Fiszera, 1900 (Pisma Ignacego Dąbrowskiego Tom 1)
  - wyd. IV. Warszawa: Trzaska, Ewert, Michalski, 1921
  - Kraków: Wydawnictwo Literackie, 1959
  - Kraków: Towarzystwo Autorów i Wydawców Prac Naukowych „Universitas”, 2001 ISBN 83-7052-625-X
  - tłum. Raphael Löwenfeld Der Tod. R. Schottlander, 1896
  - tłum. Moritz Urstein. Der Tod.  Schwetschke u. Sohn, Braunschweig 1896
  - tłum. L. Gorbaczewski. Petersburg, 1894 (Смерть = (Smierc): Этюд / Пер. с пол. Л.И. Горбачевский; Игнатий Домбровский. Санкт-Петербург: С.А. Корнатовский, 1894)
  - tłum. K. Przewaliński. Petersburg, 1908 (Смерть: [Этюд] / Игнатий Домбровский; Авториз. пер. с пол. К.И. Пржевалинского; С предисл. А. Немоевского. Санкт-Петербург: Н. Глаголев, [1908])
  - tłum. Duchoslav Panýrek. Smrt. Praga, 1913
- Felka (1893)
  - Warszawa: T. Paprocki, 1894
  - wyd. 2. Warszawa: J. Fiszer, 1900. (Pisma Ignacego Dąbrowskiego; t. 2)
  - Londyn: "Wiadomości", 1957
  - Kraków: Wydawnictwo Literackie, 1959
- Nowele (1899)
  - nakł. Jana Fiszera, 1900
- Chwila była przedwieczorna: wrażenia. Warszawa: Jan Fiszer, 1903
- Czekam cię!: opowiadanie. Poznań: B. Milski, 1903
- Samotna; Stara matka; Niepotrzebny. Nakł. Gebethnera i Wolffa, 1912
- Zmierzchy: powieść. Warszawa: J. Fiszer, 1914
- Matki: powieść współczesna. Warszawa: „Bibljoteka Polska”, 1923
- Krwawa księga czyli Przekleństwo życia. Cz. 4, Czy prof. Ostoja istotnie jest Wieszczem i Wodzem narodu? Warszawa: W. Olszański, [1929]